# Smilax glauca
Smilax glauca là một loài thực vật có hoa trong họ Smilacaceae. Loài này được Walter miêu tả khoa học đầu tiên năm 1788.